# Jérémy Saget
Pour les articles homonymes, voir Saget.
Jérémy Saget, né le 4 novembre 1977 à Bordeaux, est un médecin français présélectionné pour la mission Mars One de colonisation de la planète Mars.

## Biographie
Jérémy Saget naît le 4 novembre 1977. Il est marié et père de trois enfants.

### Mission spatiale
En 2015, il est un praticien spécialisé dans la médecine aérospatiale afin de devenir médecin de vol parabolique (en apesanteur), auprès de l'équipe médicale de Novespace.
Jérémy Saget est le dernier français parmi les 100 présélectionnés pour la mission de colonisation de la planète Mars.
Il s'ensuit une sélection basée essentiellement sur des tests d'endurance dans une réplique de la base qui sera installée sur Mars.
L'entraînement débute  en automne 2016.
La mission de colonisation de la planète est prévue autour de 2032

## Publications
- Stratégie de détection de la lèpre à Mayotte (Océan indien), 2010 (ISBN 978-6131517280)
- Touching the Face of the Cosmos, Faith to Face, 2015  (ISBN 978-0823272112)